# V emendamento della Costituzione degli Stati Uniti d'America
Il V emendamento della Costituzione degli Stati Uniti d'America (Emendamento V) fa parte del gruppo dei primi dieci emendamenti adottati nel 1791, noti collettivamente come United States Bill of Rights (la "Carta dei Diritti") in quanto introducono nella Costituzione alcune ulteriori tutele dei diritti civili.
Esso riguarda i procedimenti penali a seguito di commissione di reato e il diritto ad un giusto processo, in particolare il testo afferma:

## Nella cultura popolare
La norma è spesso citata come simbolo delle libertà individuali e per questo spesso citato nei film d'azione e nei legal thriller statunitensi nonché, in genere, usato per affermare il diritto inalienabile a non dire o fare cose che possano nuocere a se stessi.